# Reinhard Springer (Unternehmer)
Reinhard Springer (* 22. Mai 1948 in Bernburg (Saale)) hat als Werbekaufmann die Werbeagentur Springer & Jacoby (1979–2010) gegründet. Seit dem Verkauf seiner Anteile 2006 ist er freiberuflich tätig.

## Leben
Reinhard Springer besuchte 1965 die Höhere Handelsschule. Nachdem er von 1966 bis 1969 eine Ausbildung zum Werbekaufmann in Hamburg gemacht hatte, arbeitete er von 1969 bis 1971 als Kontakter. 1972 gründete Springer die Werbefirma Springer & Partner. Ab 1974 war Springer account executive bei Slesina-Bates in Frankfurt am Main. Ab 1976 war er in der Geschäftsleitung der GKK in Düsseldorf für die Beratung zuständig.
Am 3. Oktober 1979 gründete Springer zusammen mit Holger Nicolai und Eiler & Riemel die heutige Werbeagentur Springer & Jacoby. Springer expandierte mit der Firma in alle großen, europäischen Wirtschaftsmetropolen. Springer war Mitglied im Vorstand des Dachverbandes der Werbeagenturen (GWA), Mitglied im Plenum der Handelskammer Hamburg, Mitglied im Beirat der HSH Nord-Bank und Mitglied im Aufsichtsrat der Frosta AG.
1994 zog sich Springer aus dem Tagesgeschäft von Springer & Jacoby zurück und wechselte in den Aufsichtsrat. 2000 gründete Springer die Firma reinhards. integrated branding, die unter der Bezeichnung ribs Markeninhaber berät.
2006 überließen Springer & Jacoby ihre restlichen Anteile an der Firma zu einem symbolischen Wert der Avantaxx AG. Seit 2007 ist Springer als sogenannter „brand-coach“ tätig.
Springer ist Vater von drei Kindern.